# 稲田修一
稲田 修一（いなだ しゅういち、1954年 - ）は、日本の総務技官。総務省大臣官房審議官や、京都大学情報環境機構特命教授、東京大学先端科学技術研究センター特任教授を経て、早稲田大学リサーチイノベーションセンター教授。

## 人物・経歴
福岡県生まれ。福岡県立修猷館高等学校を経て、1977年九州大学工学部卒業。1979年九州大学大学院工学研究科情報工学専攻修士課程修了、郵政省入省。

1984年コロラド大学ボルダー校大学院経済学専攻修士課程修了。

1994年郵政省電気通信局電波部マルチメディア移動通信推進室長。1996年郵政省電気通信局電波部技術管理室長。1997年郵政省電気通信局電波部移動通信課長。2000年郵政省通信政策局情報企画課長。2001年総務省情報通信政策局情報流通振興課長。2002年総務省情報通信政策局技術政策課長。2004年総務省総合通信基盤局電波部電波政策課長。2006年情報通信研究機構理事に就任。2008年総務省近畿総合通信局長。2010年総務省大臣官房審議官（情報流通行政局担当）。2012年退官。
この間、京都大学情報環境機構特命教授なども務めた。

2012年から2017年まで東京大学先端科学技術研究センター特任教授。2013年マルチスクリーン型放送研究会顧問。2014年科学技術振興機構さきがけ「社会と調和した情報基盤技術の構築」領域アドバイザー、長崎県異業種連携・交流会アドバイザー。2016年情報通信技術委員会事務局長、IoTリサーチ＆デザイン アドバイザー、京都大学情報環境機構 ITアドバイザー。2017年地区防災計画学会最高顧問、スマートIoT推進フォーラムIoT価値創造推進チームリーダー、相模原市IoT推進ラボ定期メンター、日本ケーブルラボ理事。2018年国土交通省技術検定委員（電気通信工事施工管理）、総務省「異能vation」プログラム評価委員。2019年早稲田大学研究戦略センター教授。同年早稲田大学リサーチイノベーションセンター教授、情報処理学会アドバイザリーボード委員。2021年文部科学省ジョブ型研究インターンシップ推進事業審査委員会委員。2022年東京観光財団東京都次世代型MICE推進会議座長。
2024年秋、瑞宝中綬章を受章。

## 著書
- 『ビッグデータがビジネスを変える』アスキー新書 2012年
- 『ビッグデータ活用の最前線活用のポイントと事例 : 情報をどうビジネス価値・革新につなげるか』りそな中小企業振興財団 2014年
- 『知識ゼロからのビッグデータ入門』幻冬舎 2016年
- 『データで変わる！産業とくらし』（小林宏己と共著）小峰書店 2021年